# Малая Серкова
Малая Серкова — деревня  в Байкаловском районе Свердловской области. Входит в состав Байкаловского сельского поселения. Управляется Ляпуновским сельским советом.

## География
Населённый пункт расположен на левом берегу реки Иленка в 22 километрах на запад от села Байкалово — районного центра. Расположена выше деревни Большая Серкова.

### Часовой пояс
Малая Серкова, как и вся Свердловская область, находится в часовой зоне МСК+2. Смещение применяемого времени относительно UTC составляет +5:00.

## Население
| 2002 | 2010 | 2021 |
| ---- | ---- | ---- |
| 52   | ↘21  | ↘16  |

## Инфраструктура
Деревня разделена на две улицы (Набережная, Центральная).